# Павлов, Александр Иванович (полный кавалер ордена Славы)
Алекса́ндр Ива́нович Па́влов (7 ноября 1914, Коробицыно, Вологодская губерния — 27 декабря 1982, Ярославль) — командир миномётного расчёта 597-го стрелкового полка (207-я стрелковая дивизия, 3-я ударная армия, 1-й Белорусский фронт), старшина.

## Биография
Александр Иванович Павлов родился в посёлке Куракино (ныне — Коробицыно (Коробицынское  сельское поселение), Сямженский район Вологодской области). Окончил начальную школу. В 1936 году Сямженским райвоенкоматом был призван в ряды Красной армии. С 1938 года работал в органах НКВД.
21 декабря 1941 года Усть-Вымским райвоенкоматом Коми АССР вновь был призван Красную армию. С 5 апреля 1942 года на фронтах Великой Отечественной войны.
Командир миномётного расчёта сержант Павлов, командуя бойцами расчёта, 23-26 ноября 1944 года участвовал в отражении 8 контратак противника в районе населённого пункта Курсиши (Салдусский край) возле хутора «Безымянные домики» и огнём из миномета истребил около 40 солдат противника. Приказом по 207 стрелковой дивизии от 13 декабря 1944 года он был награждён орденом Славы 3-й степени.
11 марта 1945 года Павлов со своим расчётом на побережье Балтийского моря в местечке Гофф (в настоящее время руины кирхи в гмине Реваль) совместно с другими расчётам отбил 7 контратак противника, подавил 2 пулемёта, из личного оружия уничтожил 11 солдат противника. Приказом по 3-й ударной армии от 3 мая 1945 года он был награждён орденом Славы 2-й степени.
В уличных боях в Берлине 1 — 2 мая 1945 года старшина Павлов со своим расчётом подавил 4 пулемёта и уничтожил около 10 солдат противника. Указом Президиума Верховного Совета СССР от 16 мая 1946 года был награждён орденом Славы 1-й степени.
После демобилизации Павлов продолжил службу в органах МВД, жил в городе Ярославль.
Скончался Александр Иванович Павлов 27 декабря 1982 года. Был похоронен на Игнатовском кладбище Ярославля.